# حسن أباد (كاغذكنان)
حسن أباد هي قرية في مقاطعة ميانة، إيران. عدد سكان هذه القرية هو 79 في سنة 2006.